# 독서실

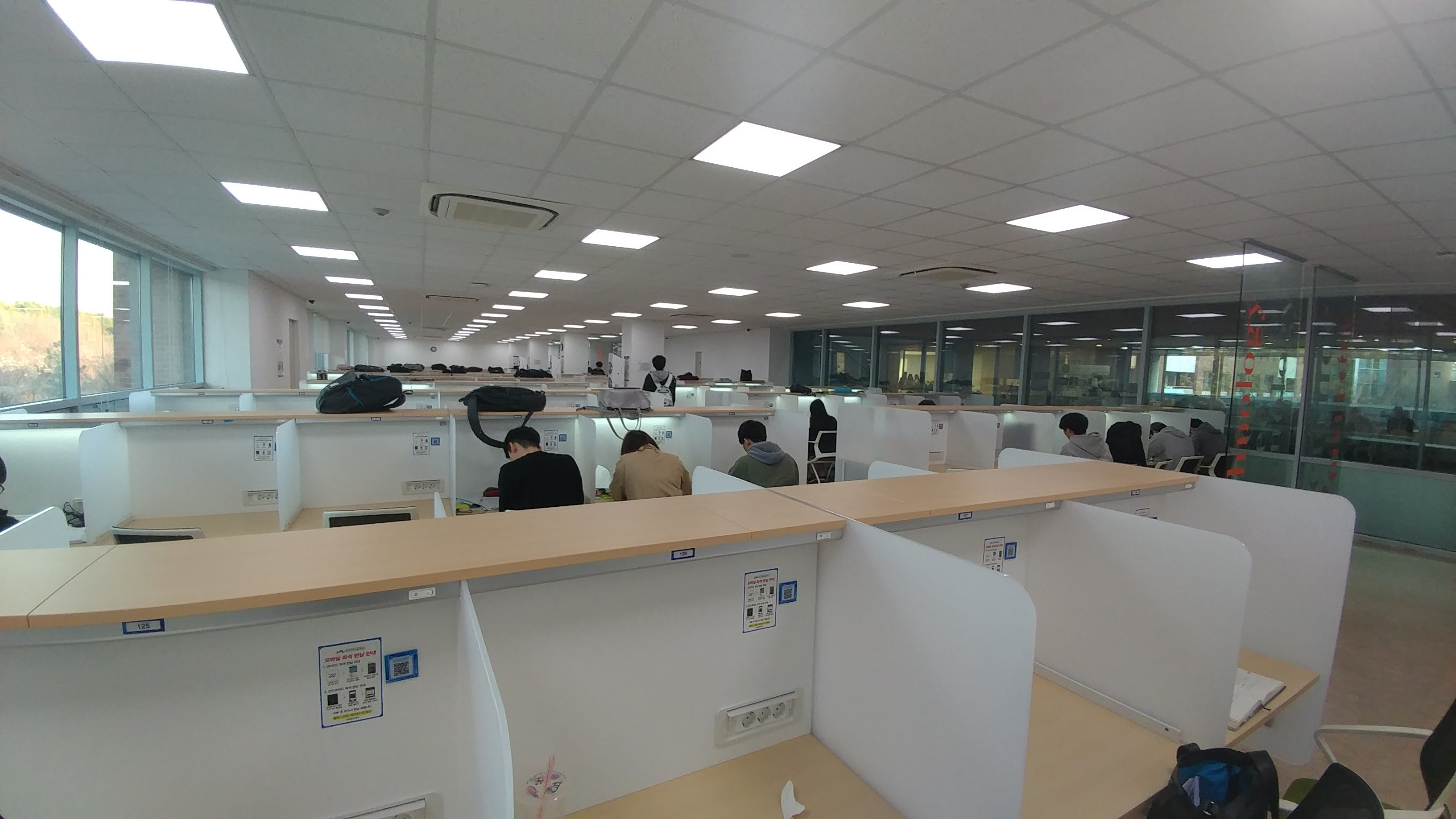
한국산업기술대학교 열람실

독서실(讀書室)은 책읽기(독서)나 공부를 위해 마련한 방을 말한다. 대한민국에서는 〈학원의 설립·운영 및 과외교습에 관한 법률 시행령〉에 따라 학원으로 분류되며 주무관청에 인허가를 받아야 한다. 전통적으로 중고등학생들이 독서실을 많이 이용했으나, 최근에는 공무원 시험이나 각종 자격시험 등을 준비하는 성인들도 많이 찾고 있으며, 카페나 스터디룸 등을 갖춘 새로운 형태의 독서실이 늘어나고 있다.

## 같이 보기
- 도서관